# フリードリヒ・フォン・ヘッセン＝ダルムシュタット (1870-1873)
フリードリヒ・ヴィルヘルム・アウグスト・ヴィクトル・レオポルト・ルートヴィヒ・フォン・ヘッセン＝ダルムシュタット（Friedrich Wilhelm August Victor Leopold Ludwig von Hessen-Darmstadt, 1870年10月7日 ダルムシュタット - 1873年5月29日 ダルムシュタット）は、ドイツのヘッセン・ウント・バイ・ライン大公家の大公子。ヘッセン大公ルートヴィヒ4世とその最初の妻のイギリス王女アリスの間の第5子、次男。イギリスのヴィクトリア女王の孫息子の1人。
快活で活発な性格で、家族からはフリッティ（Frittie）の愛称で呼ばれていた。1873年2月に血友病と診断された。同年の5月下旬、兄のエルンスト・ルートヴィヒと母親アリスの寝室で遊んでいたところ、母親が目を離した隙に、窓の傍の椅子から転げ落ちて、手すり子をすり抜けて6メートル以上の高さから窓の外に転落した。転落に際して血友病に起因する脳内出血を起こし、2歳半で死去した。

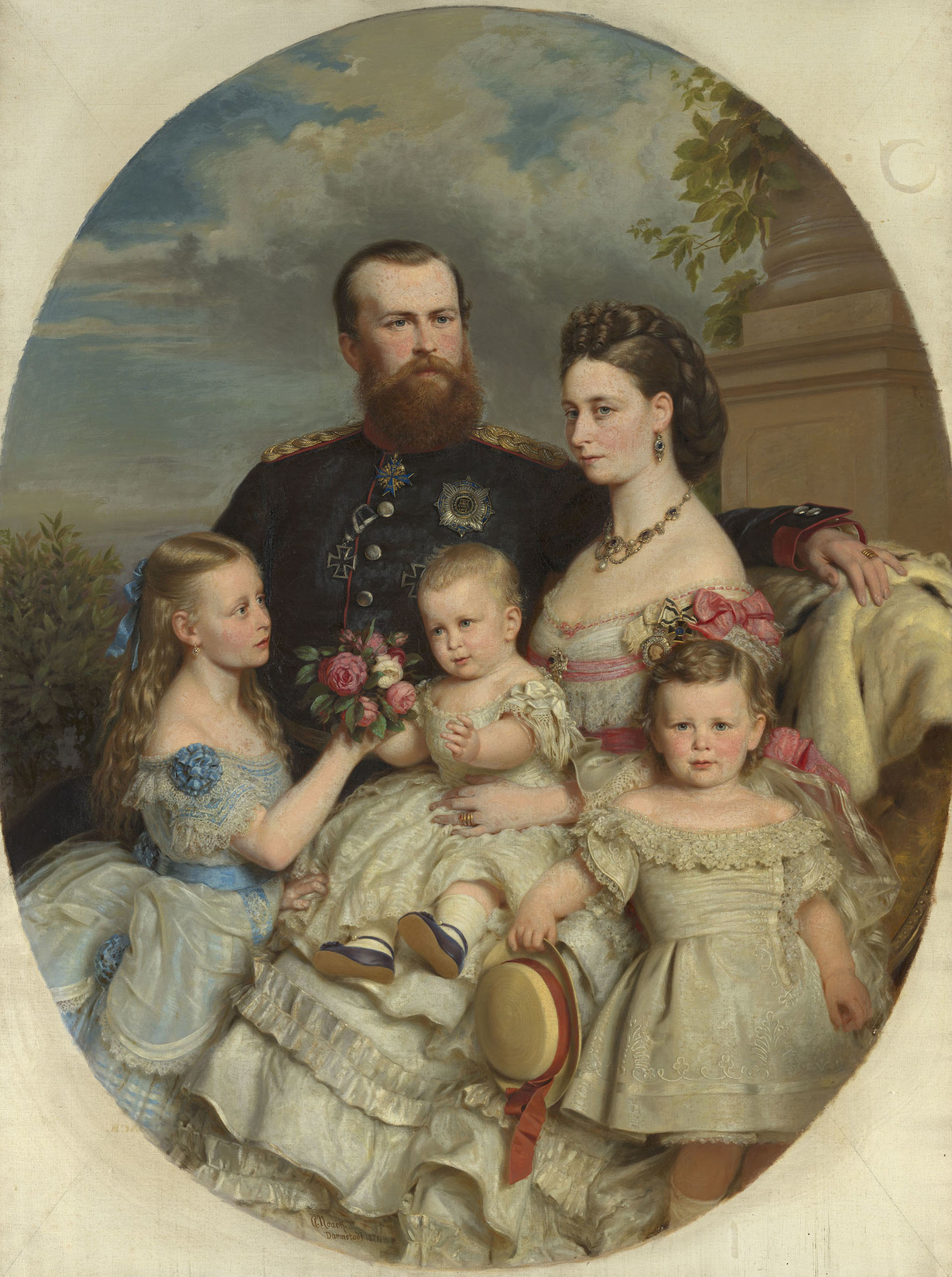
1871年、左からヴィクトリア、ルートヴィヒ4世、フリードリヒ、アリス、エルンスト･ルートヴィヒ